# 青15号

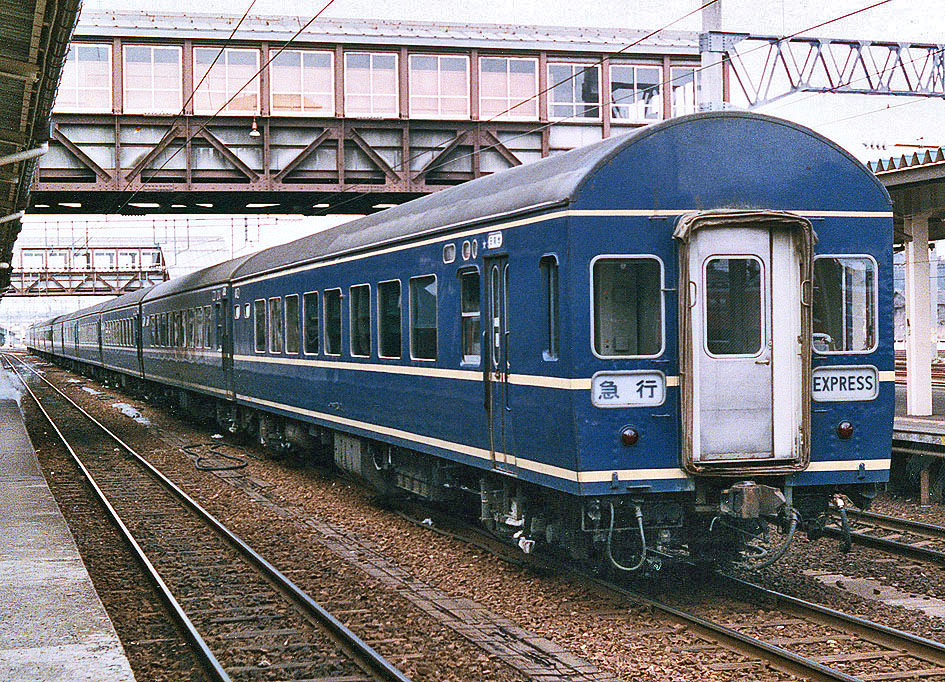
青15号を地色とした20系客車

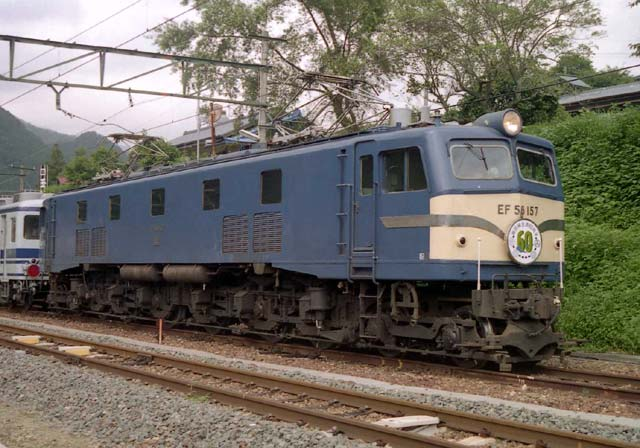
青15号を地色としたEF58形

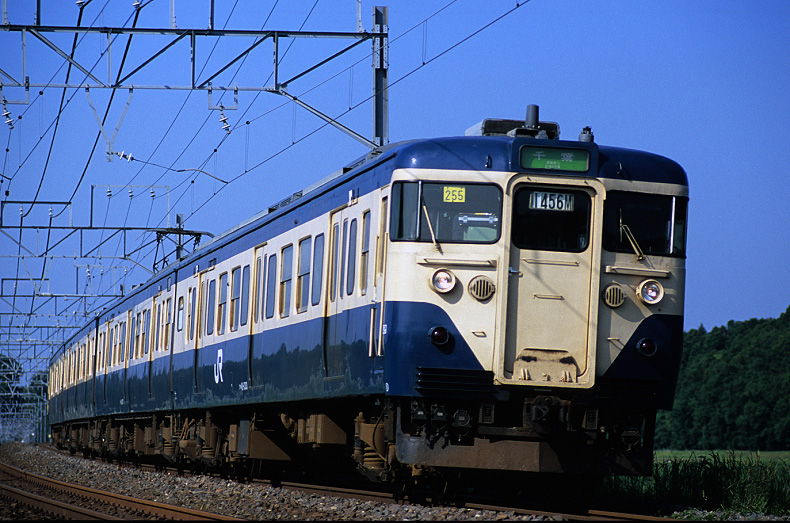
青15号とクリーム1号で塗り分けた「スカ色」113系電車

青15号（あお15ごう）は、日本国有鉄道（国鉄）が定めた色名称の1つである。

## 概要
国鉄部内での慣用色名称はインクブルーである。マンセル値は「2.5PB 2.5/4.8」。
1958年（昭和33年）10月に登場した20系客車と、特急「はつかり」用に整備されたスハ44系客車の地色として採用されたのが最初である。同年11月に登場した151系電車（後の181系電車）の文字マークの日本語表記の色としても採用されている。1962年（昭和37年）より旧型客車の近代化改造が開始されたが、1964年（昭和39年）以降は車体色についてもぶどう色2号から本色へ変更されることになった。軽量客車と呼ばれた10系客車も1964年以降、同様に本色に変更されている。これより後に製造された荷物客車・郵便客車においても、この色が採用されている。
また、1963年（昭和38年）には、横須賀線などで使用された通称「スカ色」のカラーリングについても、クリーム2号地に青2号の組み合わせから、クリーム1号地に本色という組み合わせに変更されている。後年、この塗色は各地の旧型電車にも採用された。
機関車においては、新型直流電気機関車の外部色として採用されている他、EF58形の地色についても1964年以降は本色に変更されている。
貨車においても、レム5000形冷蔵貨車では側面の帯色に採用されているほか、タキ43000形タンク車でも地色として採用されている。
また、1973年（昭和48年）に改造された国鉄191系電車にも採用され、以後、直流新性能事業用車の車体色としても使用されている。

## 使用車両
- 旧型客車のうち、1964年（昭和39年）以降に近代化改装を施工した車両
- 国鉄10系客車
- 国鉄20系客車
- 国鉄70系電車
- 国鉄72系電車（モハ62形・クハ66形を含む）
- 国鉄クモニ83形電車などの荷物電車
- 国鉄113系電車
- 国鉄115系電車
- 国鉄143系電車（クモヤ143形・クモユニ143形）
- 国鉄145系電車
- 国鉄191系電車
- 国鉄193系電車
- JR東日本E217系電車（登場時の帯色及び未更新色の帯色）
- 国鉄583系電車
- 飯田線、身延線などに転出した旧型国電（80系以外）
- JR西日本DEC741形気動車
- 国鉄EF58形電気機関車
- EF67形を除く国鉄新型直流電気機関車
- 国鉄タキ43000形貨車
- 国鉄コキ10000形貨車
- 国鉄ワキ10000形貨車(カートレイン改造車)
- 新幹線200系電車 (リニューアル車)
- 新幹線E2系電車
- 新幹線E4系電車
- ドクターイエロー（East iとは異なる）

## 近似色
- 藍色
- インディゴ
- 青2号 - 旧「スカ色」の青色。
- 青20号
- 阪神電気鉄道の車両のうち、各駅停車用車両（ジェットカー、ただし5500・5550系・5700系を除く）の、下半分の青色部分（ウルトラマリンブルー）。
- JR西日本321系電車とJR西日本207系電車の紺色部分。
- 近畿日本鉄道の汎用特急用車両（12200系など）の窓回りの青色部分。
- 近畿日本鉄道16200系「青の交響曲」の地色部分。
- 山陽電気鉄道の車両の旧標準色の、下半分の青色部分。
- 相模鉄道のYOKOHAMA NAVYBLUE。
- JR西日本117系7000番台「WEST EXPRESS 銀河」の地色部分。